# Sargocentron
Poissons-écureuils
Genre
Sargocentron est un genre de poisson de la famille  des holocentridés. La plupart des espèces de ce genre sont appelées « poissons-écureuils ». 

## Liste d'espèces
Selon FishBase et ITIS (1 mars 2014) :
- Sargocentron bullisi (Woods, 1955)
- Sargocentron caudimaculatum (Rüppell, 1838)
- Sargocentron cornutum (Bleeker, 1853)
- Sargocentron coruscum (Poey, 1860)
- Sargocentron diadema (Lacepède, 1802) - Soldat rayé ou Écureuil de mer[3]
- Sargocentron dorsomaculatum (Shimizu & Yamakawa, 1979)
- Sargocentron ensifer (Jordan & Evermann, 1903)
- Sargocentron furcatum (Günther, 1859)
- Sargocentron hastatum (Cuvier, 1829)
- Sargocentron hormion Randall, 1998
- Sargocentron inaequalis Randall & Heemstra, 1985
- Sargocentron iota Randall, 1998
- Sargocentron ittodai (Jordan & Fowler, 1902)
- Sargocentron lepros (Allen & Cross, 1983)
- Sargocentron macrosquamis Golani, 1984
- Sargocentron marisrubri Randall, Golani & Diamant, 1989
- Sargocentron megalops Randall, 1998
- Sargocentron melanospilos (Bleeker, 1858)
- Sargocentron microstoma (Günther, 1859)
- Sargocentron poco (Woods, 1965)
- Sargocentron praslin (Lacepède, 1802)
- Sargocentron punctatissimum (Cuvier, 1829)
- Sargocentron rubrum (Forsskål, 1775)
- Sargocentron seychellense (Smith & Smith, 1963)
- Sargocentron shimizui Randall, 1998
- Sargocentron spiniferum (Forsskål, 1775) - Grand écureuil de mer[4]
- Sargocentron spinosissimum (Temminck & Schlegel, 1843)
- Sargocentron suborbitalis (Gill, 1863)
- Sargocentron tiere (Cuvier, 1829)
- Sargocentron tiereoides (Bleeker, 1853)
- Sargocentron vexillarium (Poey, 1860)
- Sargocentron violaceum (Bleeker, 1853)
- Sargocentron wilhelmi (de Buen, 1963)
- Sargocentron xantherythrum (Jordan & Evermann, 1903)

World Register of Marine Species (1 mars 2014) reprend la liste de FishBase et ITIS en y ajoutant :
- Sargocentron furcatum (Günther, 1859)

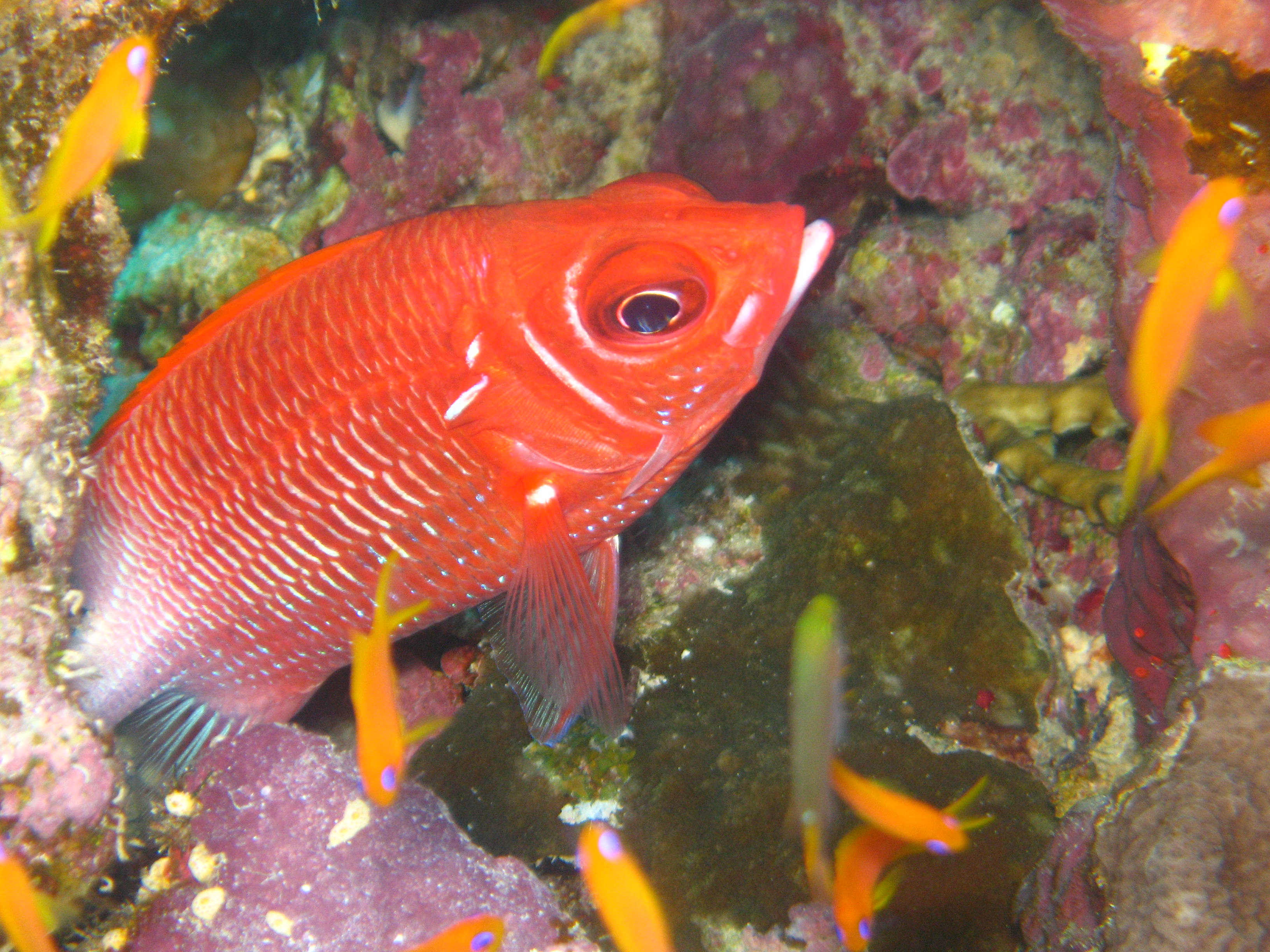
Sargocentron caudimaculatum
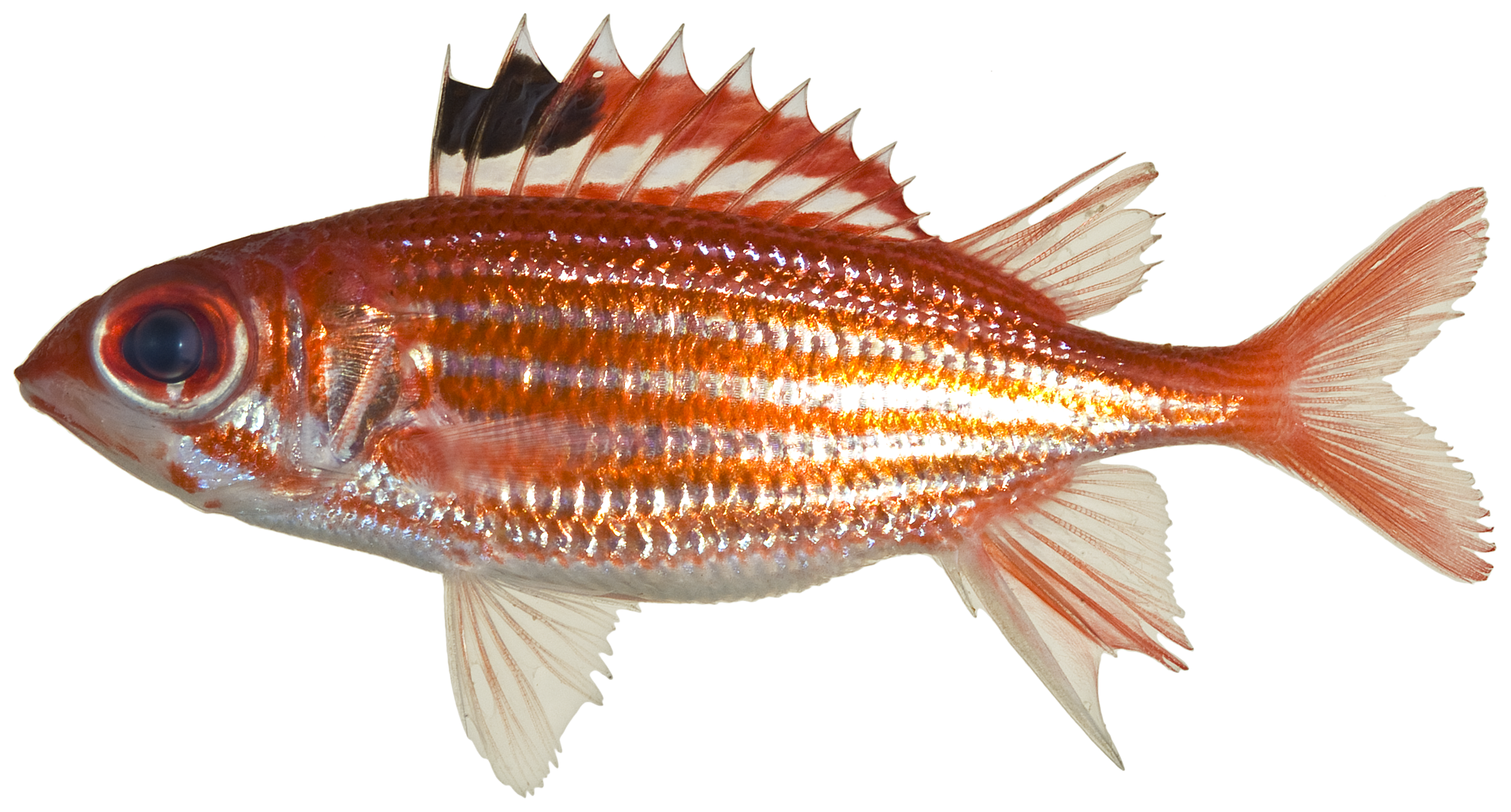
Sargocentron coruscum
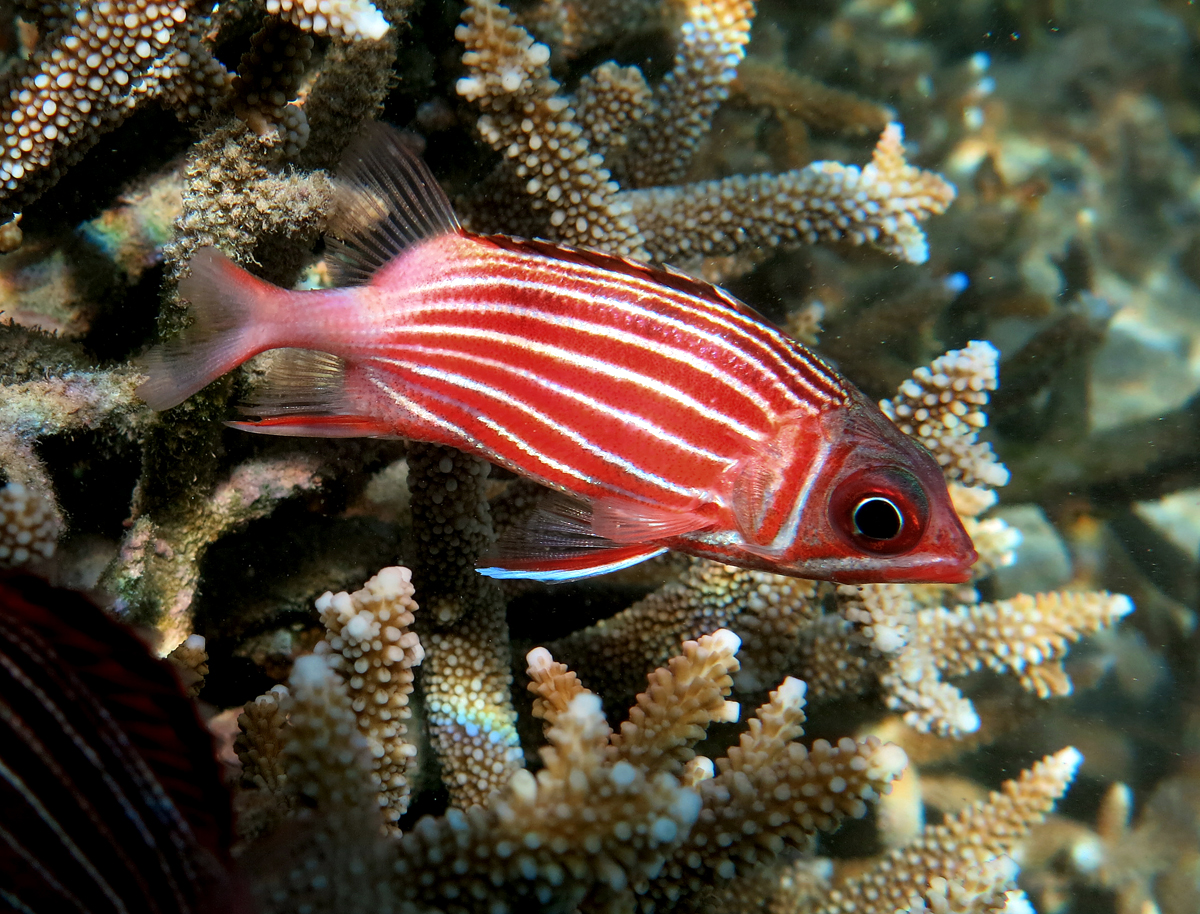
Sargocentron diadema
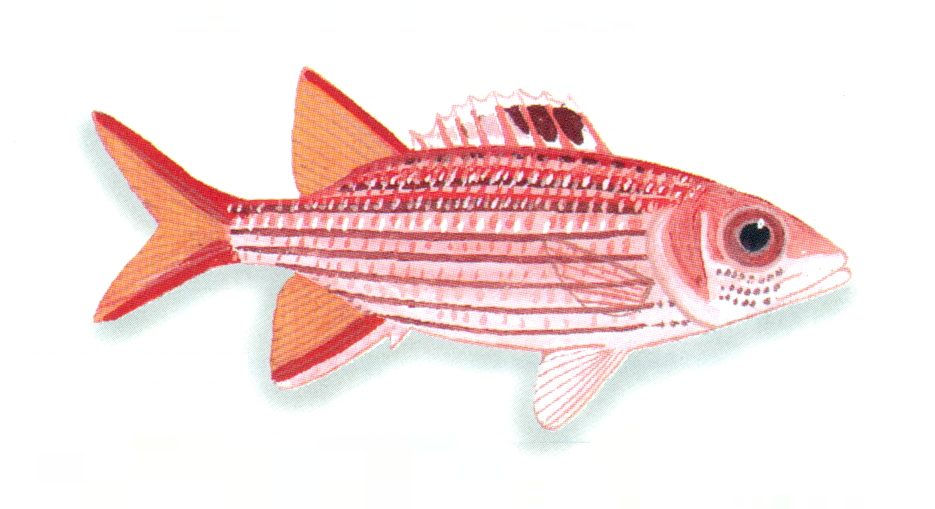
Sargocentron dorsomaculatum
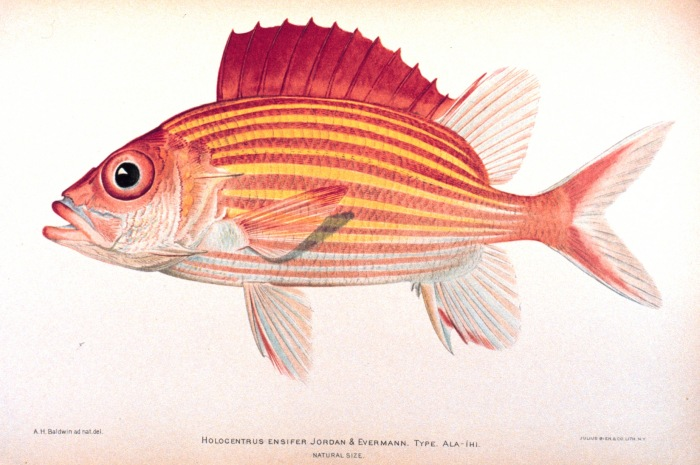
Sargocentron ensifer
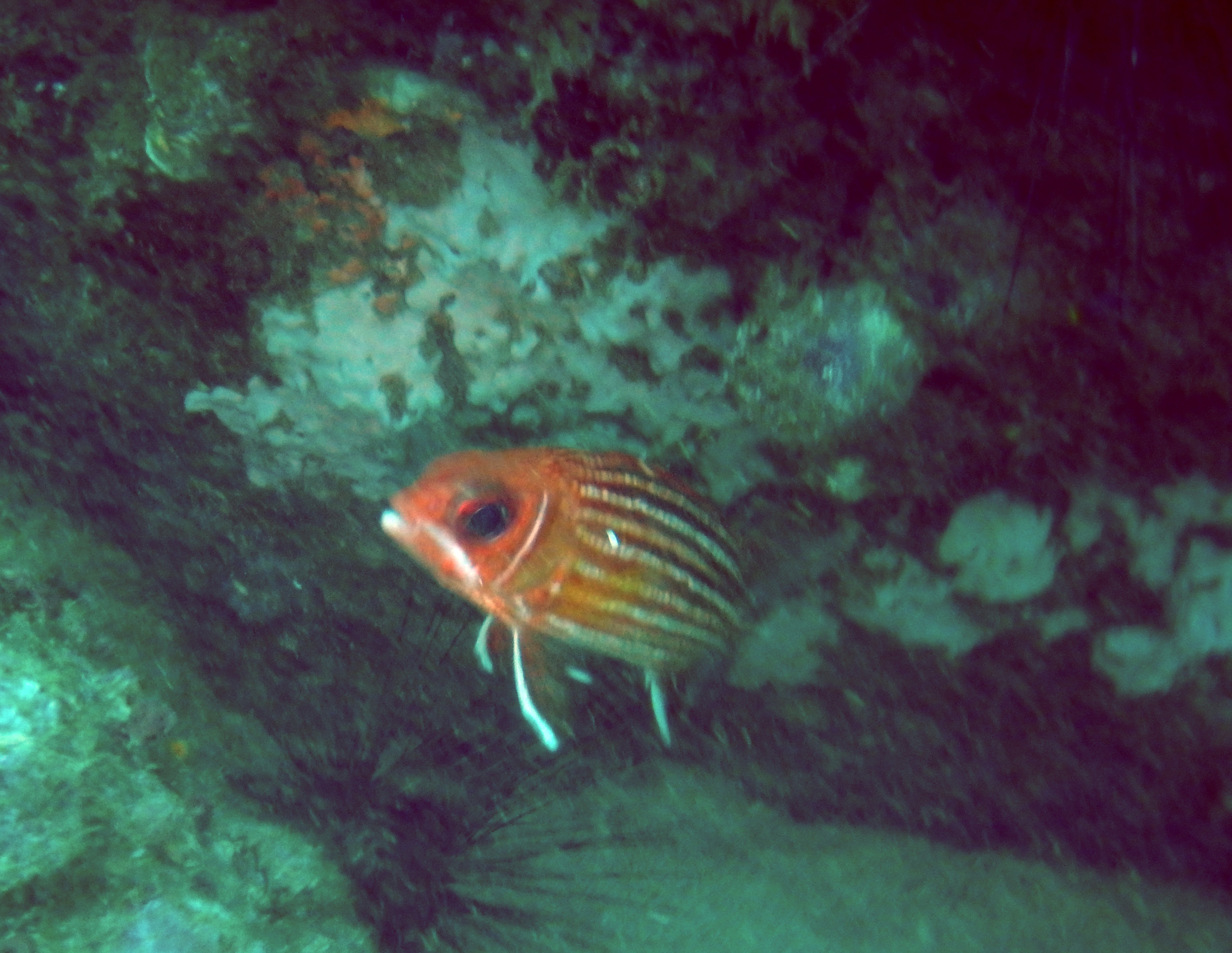
Sargocentron hastatum
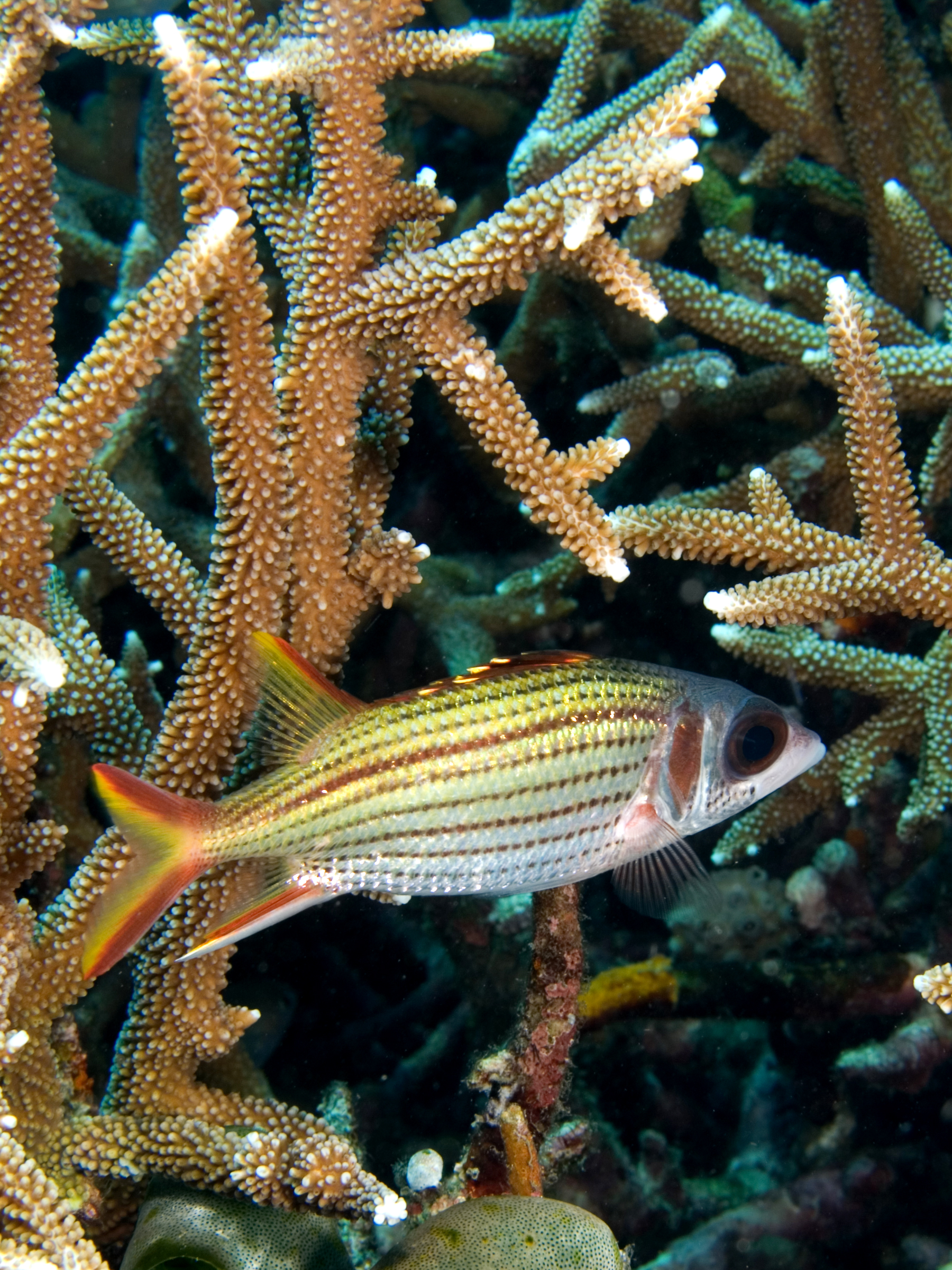
Sargocentron microstoma
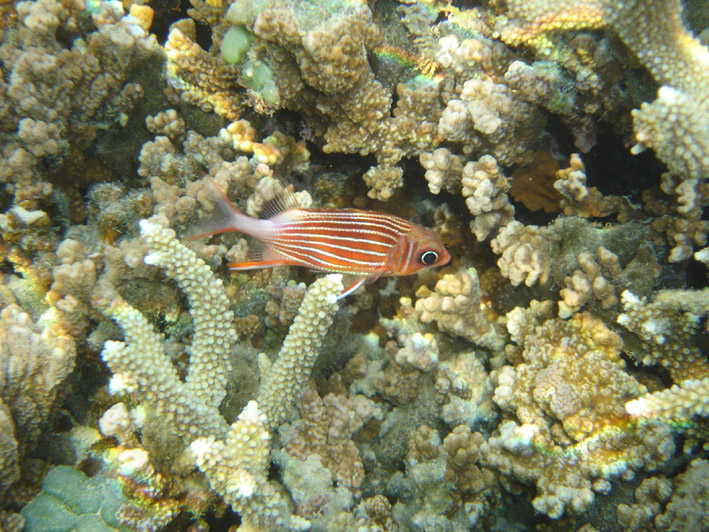
Sargocentron pulchella
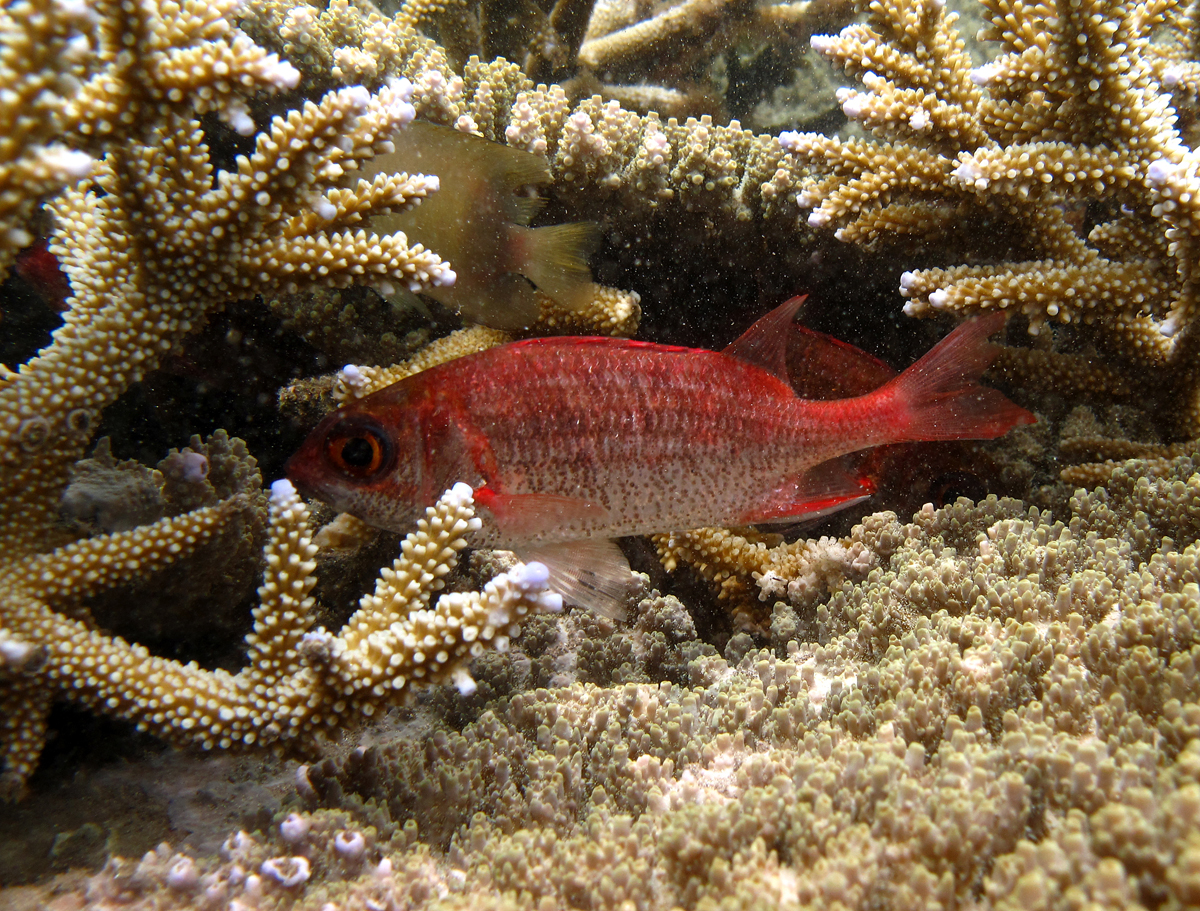
Sargocentron punctatissimum
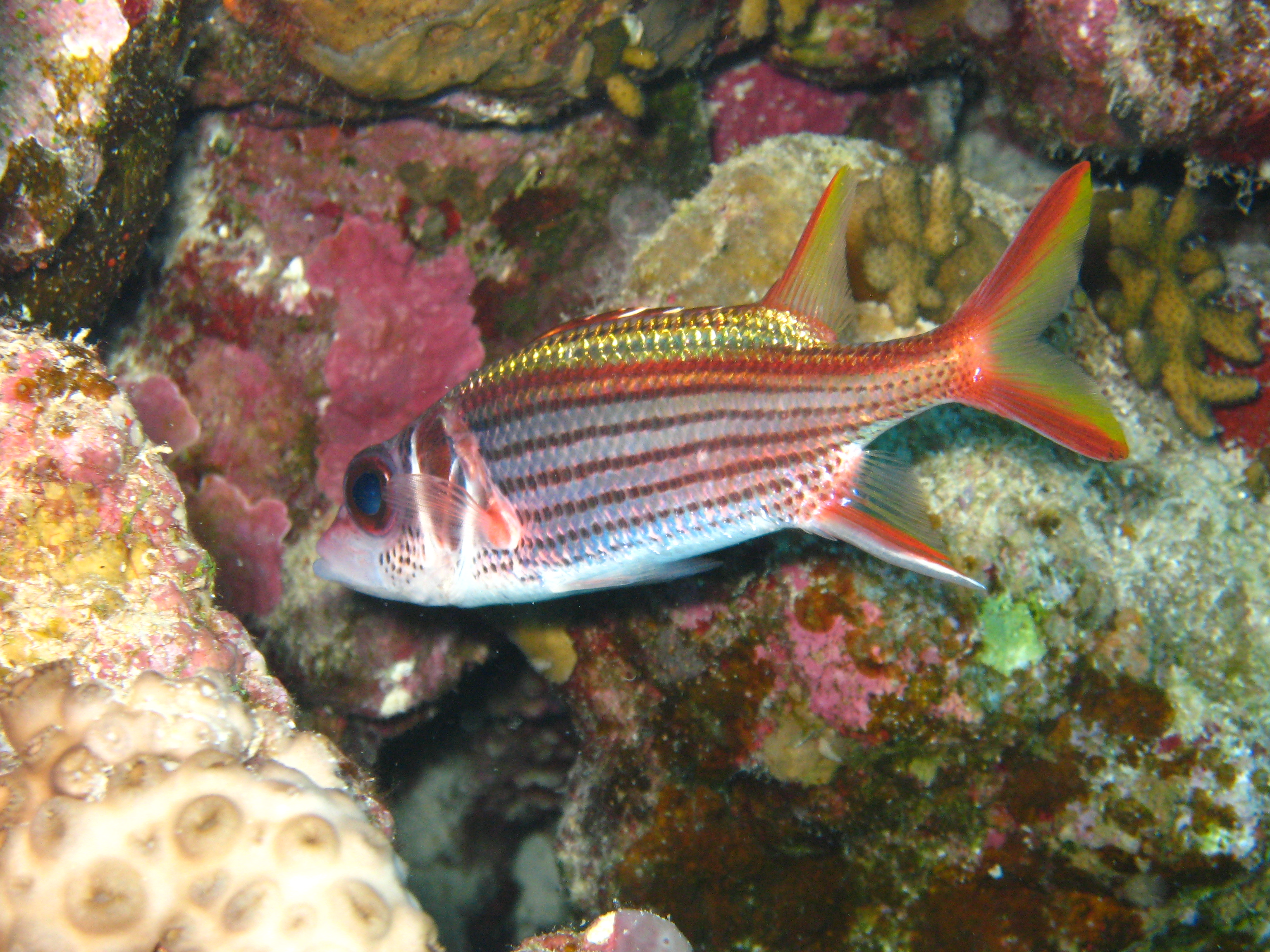
Sargocentron rubrum
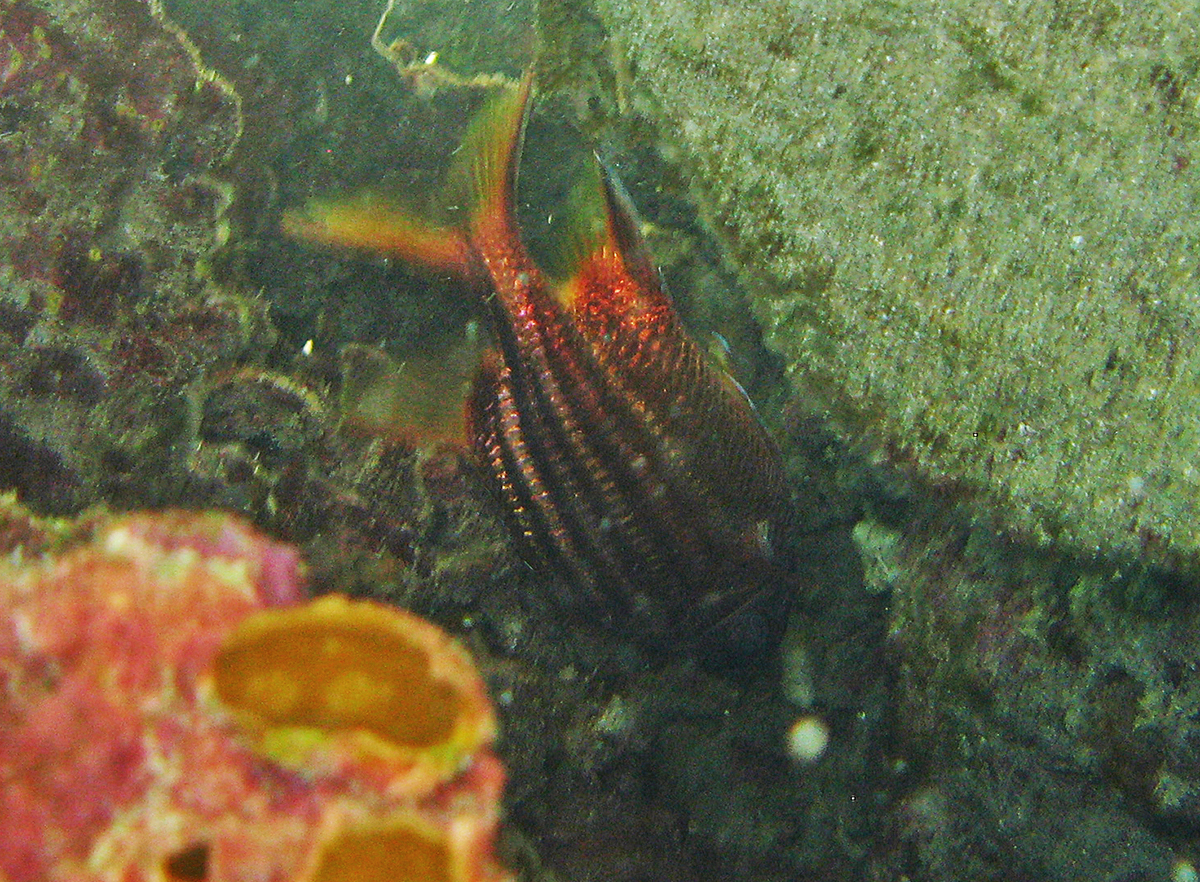
Sargocentron seychellense
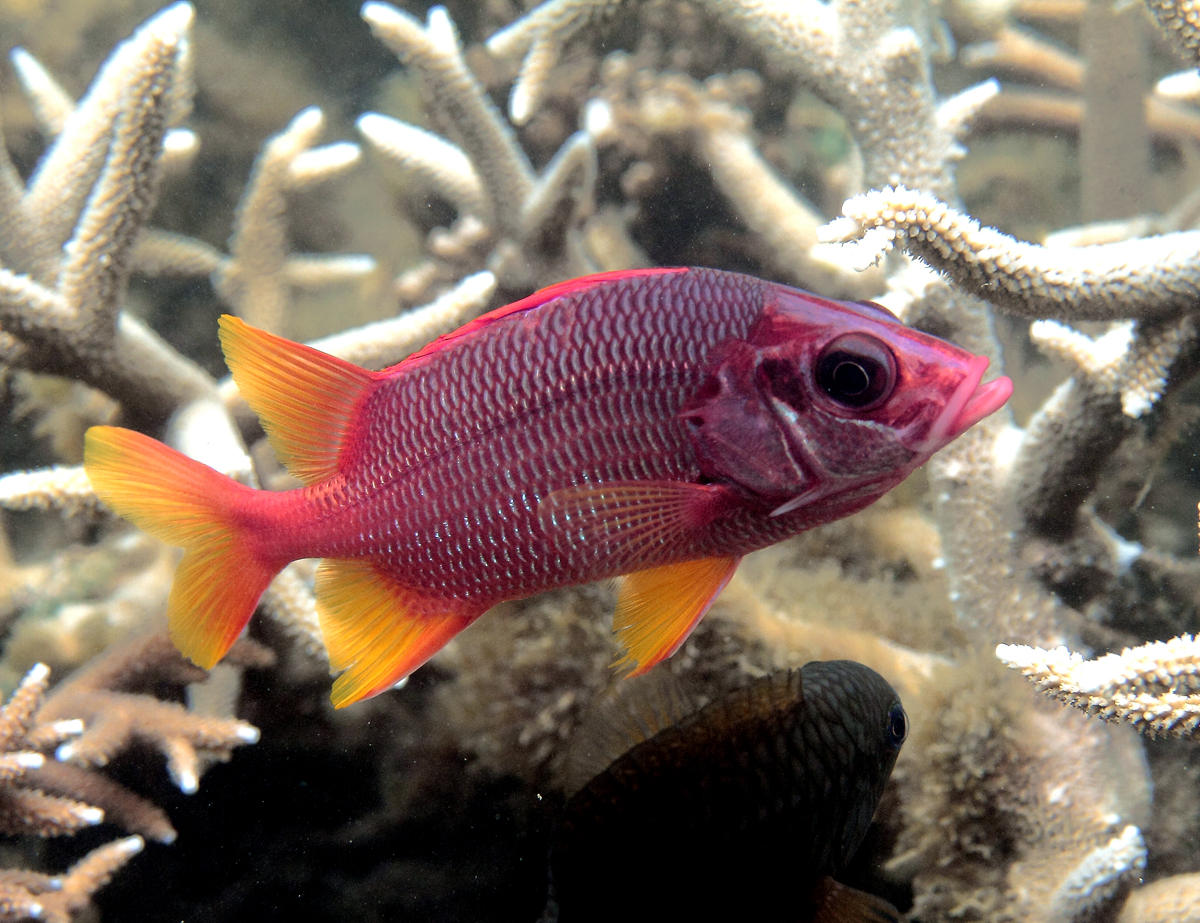
Sargocentron spiniferum
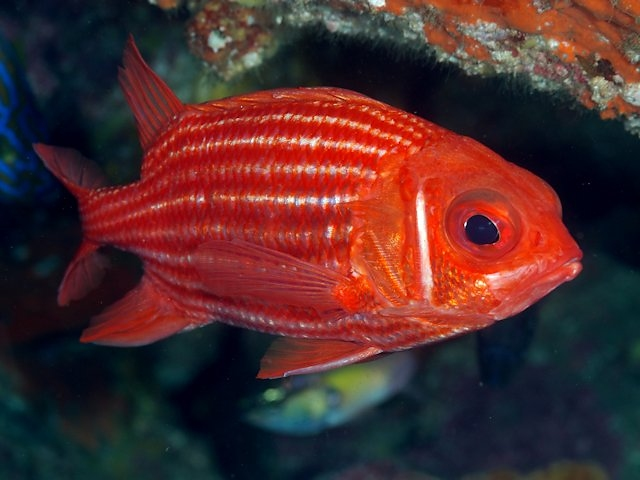
Sargocentron spinosissimum
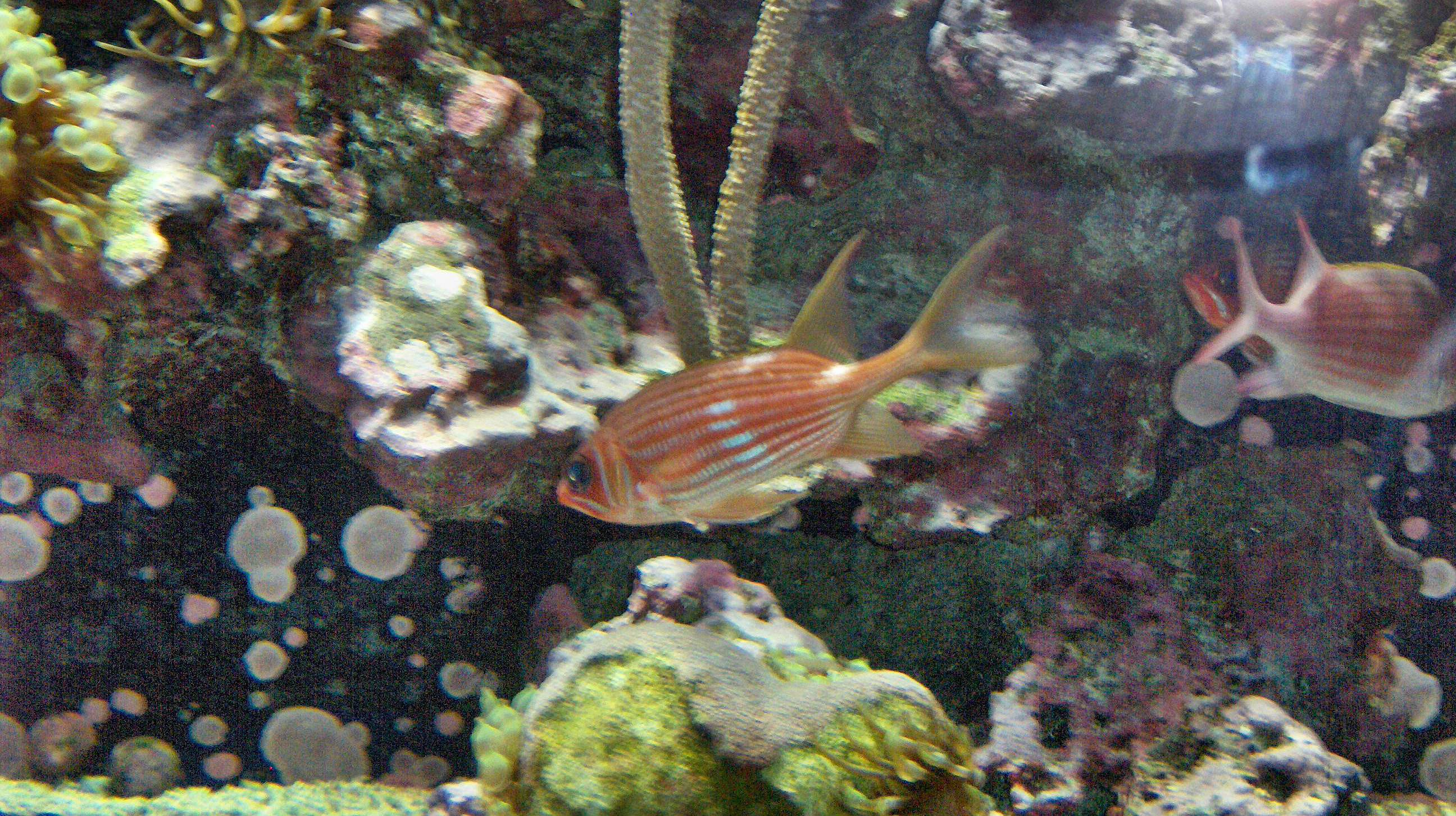
Sargocentron vexillarium
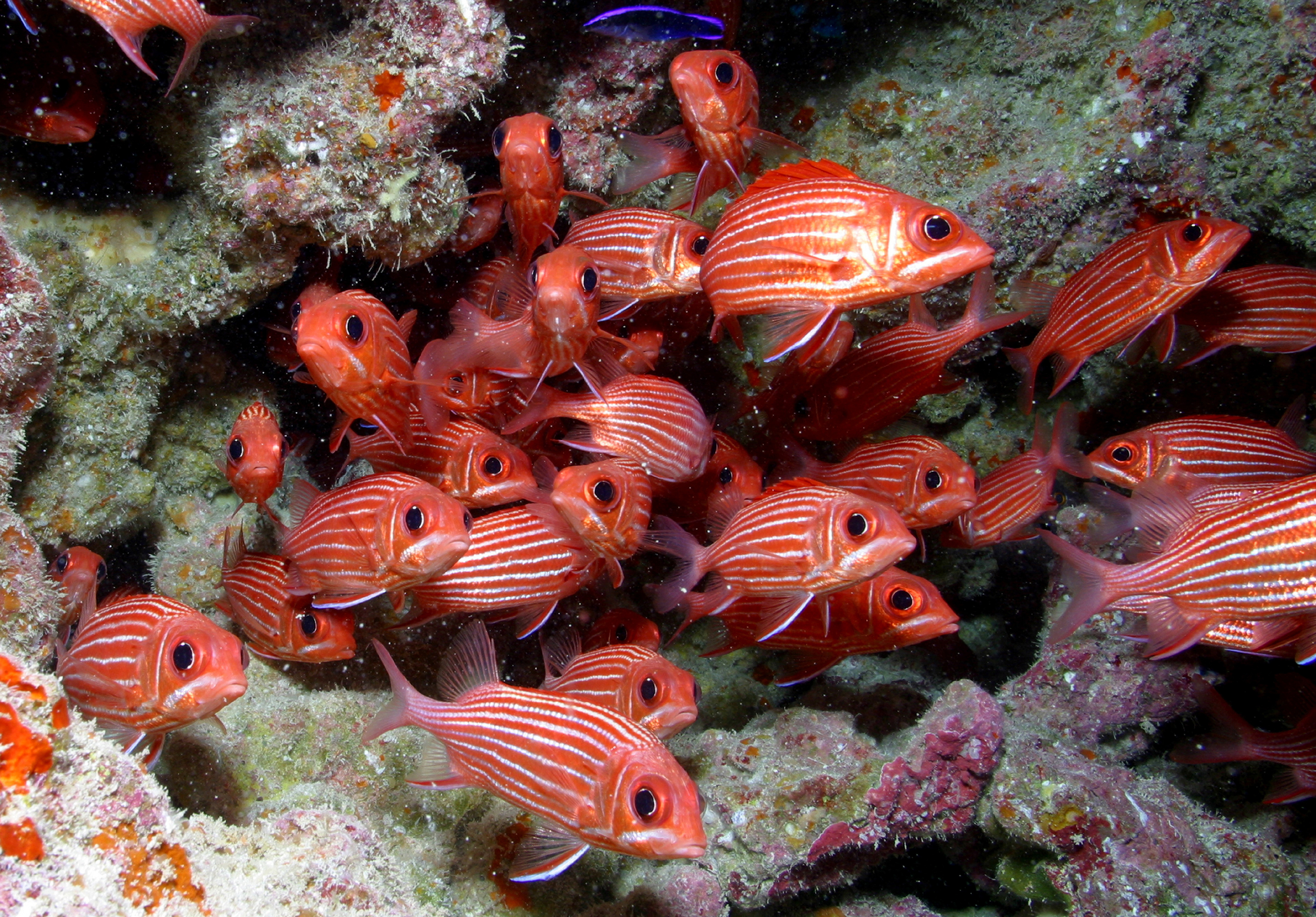
Sargocentron xantherythrum